# Аалтонен, Пааво
Пааво Йоханнес А́алтонен (фин. Paavo Johannes Aaltonen; 12 декабря 1919, Кеми — 9 сентября 1962, Сипоо) — финский гимнаст, трёхкратный чемпион Олимпийских игр 1948 года в командном первенстве, опорном прыжке и упражнениях на коне (титул разделил вместе с соотечественниками Вейкко Хухтаненом и Хейкки Саволяйненом), бронзовый призёр Олимпиады 1948 года в многоборье и Олимпиады 1952 года в командном первенстве. Чемпион мира 1950 года в соревнованиях на перекладине и серебряный призёр чемпионата мира 1950 года в командном первенстве.